# Buckinghamia
Buckinghamia is een geslacht van bomen uit de familie Proteaceae. De soorten komen voor in de Australische deelstaat Queensland. Het geslacht werd in 1868 vernoemd door Ferdinand von Mueller ter ere van Richard Grenville, de hertog van Buckingham, die van 1866 tot 1868 minister van Koloniën was.  

## Soorten
- Buckinghamia celsissima F.Muell.
- Buckinghamia ferruginiflora Foreman & B.Hyland

... · 
Adenanthos · 
Alloxylon · 
Banksia · 
Grevillea · 
Leucadendron · 
Macadamia · 
Persoonia · 
Protea · 
Toronia · 
Xylomelum · 
...